# Morophagoides iranensis
Morophagoides iranensis är en fjärilsart som beskrevs av Petersen 1960. Morophagoides iranensis ingår i släktet Morophagoides och familjen äkta malar.
Artens utbredningsområde är Iran. Inga underarter finns listade i Catalogue of Life.